# Marco de Canaveses
Marco de Canaveses é uma cidade portuguesa localizada na sub-região do Tâmega e Sousa, pertencendo à região do Norte e ao Distrito do Porto.
É sede do Município de Marco de Canaveses que tem uma área total de 201,89 km2, 49 541 habitantes em 2021 e uma densidade populacional de 245 hab./km2, subdividido em 15 freguesias. O município é limitado a norte pelo município de Amarante, a leste por Baião, a sul por Cinfães, a sudoeste por Castelo de Paiva e a oeste por Penafiel.
Nascida num relevo instável a cidade tem a seus pés e como porta principal o Rio Tâmega, tendo sido servida pela autoestrada A4 e tem uma estabelecida ligação ferroviária à Linha do Douro através das estações de Marco de Canaveses, Livração e Juncal. Marco de Canaveses é o término de uma das linhas dos comboios suburbanos do Porto, operados pela ferroviária estatal, Comboios de Portugal.
O Marco de Canaveses é berço de figuras ilustres, que projetaram além-fronteiras o nome desta terra, destacando-se no panorama artístico a figura de Carmen Miranda, no ramo empresarial Belmiro de Azevedo, no mundo da ciência, o historiador Aníbal Barreira e o farmacêutico Ângelo da Cunha Pinto e no campo religioso o atual bispo titular de Lamego D. António Couto natural da freguesia de Vila Boa do Bispo.

## Topónimo
O topónimo "Marco de Canaveses" é composto por dois elementos. Para o primeiro, "Marco", são apresentadas duas principais possibilidades: um marco fronteiriço que separava as antigas freguesias de Fornos, S. Nicolau e Tuías ou um marco/poial que facilitava o apear do cavaleiro no seu cavalo e que se localizaria muito perto da atual Praça Movimento da Forças Armadas, freguesia do Marco. O segundo elemento, "Canaveses", plural de canavês, designa os campos de cânhamo, outrora abundantes nesta região, nomeadamente nas encostas do rio Tâmega.
Uma explicação alternativa tem por base uma lenda na qual a rainha D. Mafalfa, enquanto observava a reconstrução da ponte sobre o rio Tâmega (a metros da ponte atual que liga as freguesias do Marco e de Sobretâmega) terá tido sede e pediu água a um pedreiro que lhe terá dado uma cana para que a rainha bebesse diretamente do rio. Com isso, D. Mafalda ter-lhe-á dito "Guardai-a porque a cana é boa às vezes".

## História

### Da antiguidade até meados do século XIX
O povoamento do território a que corresponde o atual município de Marco de Canaveses remonta a épocas bastante remotas, tendo sido encontrados importantes vestígios do período neolítico, nomeadamente alguns monumentos funerários.
Mais tarde, no que é a atual freguesia do Marco (mais particularmente, na freguesia do Freixo, antes da reorganização administrativa de 2013), havia instalada uma importante cidade romana com o nome de Tongóbriga (em latim: Tongobriga). Tongóbriga terá tido o seu apogeu no século I e início de século II e era um lugar por onde passavam várias vias de comunicação, nomeadamente uma estrada romana que ligava Braga a Mérida. A importância histórica do lugar apenas foi descoberta em 1980, quando aquele terreno era utilizado como terreno agrícola, tendo sido começadas imediatamente as escavações. Atualmente e após as escavações, é possível ver áreas habitacionais, necrópoles, um fórum, um teatro e o edifício das termas, estando ainda soterrada sob a atual vila do Freixo, no entanto, grande parte do que terá sido a antiga cidade romana. A Estação Arqueológica do Freixo e as respetivas ruínas estão abertas para visitas do público, assim como o museu, onde estão expostos vários artefactos recolhidos nos trabalhos de escavações. No lugar, também se encontra a funcionar a Escola Profissional de Arqueologia.
Nas margens do Rio Tâmega terá existido uma ponte romana, muito perto da ponte atual que faz ligação entre as freguesias de Sobretâmega e do Marco. Perto dessa ponte existiam águas termais (que, mais tarde, deram origem às Caldas de Canaveses) que eram aproveitadas pelos romanos e onde foram encontrados vários vestígios da sua presença. Mais tarde, no século XII, D. Mafalda, a primeira rainha de Portugal, mandou reconstruir a velha ponte romana, tendo sido terminada no reinado de D. Dinis. Perto dela, na atual Rua de S. Nicolau, construiu o seu Paço Real onde viveu enquanto dirigia a construção da ponte, de uma albergaria, duma capela e dum hospital de leprosos. O primeiro Rei de Portugal, D. Afonso Henriques, também ter-se-á prolongando em Canaveses durante visitas à sua esposa. O Paço Real, a albergaria e a capela ainda hoje existem, contudo, sofreram várias alterações ao longo dos anos. O hospital de leprosos desapareceu durante a construção da estada nacional e a ponte foi desmontada para a construção de uma nova em 1944, mais adequada para o trânsito automóvel. Essa última ficou em parte submersa, em 1988, após a construção da Barragem do Torrão e foi consequentemente destruída, sendo edificada a ponte atual a montante dessas antigas. Esse local, em território de ambas margens do rio, recebia o nome de Canaveses e foi elevada à condição de beetria (designação de localidade que gozava do direito de eleger todos os seus magistrados) por testamento de D. Mafalda. Mais tarde, a Beata Mafalda de Portugal, D. Sancho I e, portanto, neta de D. Mafalda também viveu algum tempo no Paço Real edificado pela sua avó em S. Nicolau. Essa vila de Canaveses foi um dos grandes elementos impulsionadores para a importância que, várias centenas de anos mais tarde, a cidade de Marco de Canaveses ainda ocupa. Portanto, a história de Marco de Canaveses está intimamente ligada com a história da pequena vila de Canaveses.
Desse período, chegam até aos dias de hoje vários exemplos de arquitetura românica. São exemplo dessa arquitetura no concelho: a Igreja de São Martinho de Soalhães, a ponte do Arco (na Folhada, sobre o rio Ovelha), o Mosteiro de Santa Maria de Vila Boa do Bispo, a Igreja de Santa Maria de Sobretâmega, a Igreja de São Nicolau de Canaveses, a Igreja do Salvador de Tabuado, entre outras edificações que ainda hoje podem ser visitadas.
Por terras de Canaveses, durante o século XIV, também terão passeado os dois apaixonados amantes D. Pedro e D. Inês de Castro, antes desta ser assassinada a mando do pai do então infante D.Pedro, o rei D. Afonso IV. Foi, também, em Canaveses, mais precisamente na Rua Direita de Sobretâmega que D.Pedro acampou com o seu exército durante a luta contra seu pai. A paz entre ambos acabou por ser assinada com mediação de D. Gonçalo Pereira, arcebispo de Braga, que ia e vinha do Porto a Guimarães e a Canaveses, onde se encontrava D. Pedro.
Nos séculos que se seguem, o território que atualmente corresponde ao concelho de Marco de Canaveses foi habitação de várias famílias da nobreza que nos deixaram vários solares e casas senhoriais. A Casa dos Arcos (construída no século XVII), a Igreja do Mosteiro de Alpendurada (construída no século XVIII) e as inacabadas Obras do Fidalgo (estilo barroco, com construção entre 1740 e 1760) são exemplos de monumentos em Marco de Canaveses.
Em 1809, com o começo da segunda invasão francesa, liderada pelo Marechal Soult, correram notícias de que as tropas francesas estavam perto de Canaveses e, portanto, por temer a violência que já era associada aos invasores, decidiu-se cortar a ponte de Canaveses (a que havia sido edificada por D. Mafalda) e demolir parte dela, impedindo a passagem dos franceses pelo rio. De facto, esta decisão tornou-se eficaz, tendo impedido com sucesso a entrada das tropas invasoras em Canaveses. Contudo, a passagem para a outra margem foi feita mais tarde por Amarante, permitindo que Soult atravessasse o rio, mas por pouco tempo. Da defesa da ponte de Canaveses contra os invasores, fica este relato de um soldado francês:
"O General Caulaincourt, que nos comandava, pretendeu apoderar-se de Canaveses a fim de não deixar inimigos entre si e o Porto. Formou um destacamento de 500 cavalos e marchámos para Canaveses; não encontrámos ninguém até à nossa chegada a uma altura que domina a povoação: aí avistámos a alguma distância bandos de 15 a 20 paisanos que aparentavam não esperar senão o sinal para nos atacarem. Vestidos de negro ou de cor sombria, entre rochedos acinzentados, tinham o ar de fantasmas devotados à nossa perseguição e que nos vinham acusar da infelicidade do seu país: seguiam de longe os nossos movimentos e paravam quando nós fazíamos alto (…) Após duas horas de um combate muito vivo (sic) no qual tivemos 80 homens feridos todos pela frente, o destacamento regressou às alturas onde lutámos com os habitantes que nos tinham atacado de todos os lados, desde que a luta se tinha desencadeado sobre a ponte. (…) Operámos uma retirada sobre Penafiel, conduzindo os feridos. Fomos perseguidos até aos nossos bivaques por uma multidão de paisanos que pareciam sair da terra ou tombar das nuvens, desde que nos afastássemos um pouco".

### Da formação do atual concelho à atualidade
É importante lembrar que, por essa altura, Marco de Canaveses ainda não existia como concelho. Ao longo da história, o atual território esteve dividido em cinco concelhos — Benviver, Soalhães, Canaveses, Riba Tâmega e Portocarreiro — , seis coutos — Alpendurada, Tabuado, Entre os Rios, Tuías, Vila Boa do Bispo e Vila Boa de Quires — e uma beetria — Canaveses.
Em 1836, a Vila de Canaveses e o concelho de Tuías unem-se ao concelho de Soalhães, formando o concelho do Marco de Soalhães, administrado por Adriano José de Carvalho e Melo (que também foi comissário da Polícia no Porto e Governador Civil do Distrito de Bragança). Em 1852, com a união dos concelhos de Benviver e Marco de Soalhães, dá-se a fundação do atual concelho de Marco de Canaveses. Em 1853, Marco de Canaveses absorve uma parcela do concelho de Portocarreiro — Vila Boa de Quires, Maureles e uma parte de São Pedro de Canaveses.
E, por último, em 1855 a superfície total e atual do concelho de Marco de Canaveses ficou completa com a entrada das freguesias de Constance, Banho, Carvalhosa, Santo Isidoro e Toutosa (que antes pertenciam ao ex-concelho de Santa Cruz de Riba Tâmega).
Em 7 de janeiro de 1852, ano da fundação do concelho, Zé do Telhado, um famoso salteador português, muitas vezes descrito como o “Robin Hood português", e a sua quadrilha juntam-se próximo à Capela de Fandinhães (ainda hoje no mesmo local) para planear um assalto que se realizaria no dia seguinte. No dia 8, uma quadrilha de trinta homens, liderados por Zé do Telhado, assaltaram o solar do Carrapatelo e mataram a tiro o criado que se opôs à entrada da quadrilha. Este evento criou uma grande insegurança na população. Nesse momento, Adriano José de Carvalho e Mello, deputado e administrador do concelho de Soalhães, jurou que prenderia Zé do Telhado. No entanto, a lei não permitia à justiça de uma comarca entrar noutra, sem autorização do seu administrador. Esse entrave burocrático dificultaria a ação de Adriano de José de Carvalho e Mello e portanto, este solicita, envolvendo notáveis figuras do movimento da Regeneração, que seja criado um concelho que reúna em si os vários concelhos e comarcas vizinhos.
Em 31 de março de 1852, D. Maria II satisfaz a vontade de Adriano José de Carvalho e Mello, criando o concelho de Marco de Canaveses que anexa os concelhos de Benviver, Canaveses, Soalhães, Portocarreiro, parte dos de Gouveia e Santa Cruz de Riba Tâmega. E portanto, Adriano José de Carvalho e Mello fica para a história como o fundador do concelho de Marco de Canaveses, e dele é possível hoje ver um busto no Jardim Municipal.
Já com Marco de Canaveses como concelho, dá-se a 15 de setembro de 1878 a inauguração de da Estação Ferroviária de Marco de Canaveses, uma importante referência para o concelho, na extinta freguesia de Rio de Galinhas (atual freguesia do Marco). Essa estação faz parte do troço da Linha do Douro, o que permitiu aproximar o Marco tanto do Grande Porto como da Régua e do Pinhão, assim como impulsionando o desenvolvimento de toda a região. Importante também é notar que a eletrificação da mesma linha, entre Caíde e Marco de Canaveses, concluída em 2019, permitiu reduzir o tempo de viagem e aumentar a frequência de comboios que circulam entre Marco de Canaveses e Porto. Atualmente, no território desse concelho, existem três estações: a estação da Livração, a estação do Marco de Canaveses (em Rio de Galinhas) e a estação do Juncal (em Soalhães).
Contudo, é importante notar que até à formação do atual concelho em 1852, o sítio do Marco - o alto do outeiro ao qual corresponde o atual centro da cidade de Marco de Canaveses - era uma zona maioritariamente rural, onde poucas casas existiam. Essa é uma das razões pelas quais, hoje, o centro da cidade é desprovido de edifícios antigos ou de monumentos (à exceção de alguns edifícios da segunda metade do século XIX). Tanto Canaveses, como Soalhães ou ainda Ariz eram mais urbanizados nessa altura do que propriamente o sítio escolhido para sede do concelho. Contudo, era no Marco que se realizavam as centenárias e importantíssimas feiras, na altura consideradas das melhores do Norte de Portugal. Essas feiras, onde também se vendia gado, eram realizadas no dia 3 e 15 de cada mês (nos mesmos dias que ainda hoje acontecem) e tiveram lugar até 1952 onde hoje se situa o Jardim Municipal. Além disso, o Marco também era lugar onde se encruzilhavam várias estradas que davam a Baião, vários cais do Douro, Penafiel, Porto e Amarante. Só com a inauguração da Câmara Municipal em 1912 e com aterros, desaterros, terraplanagens e calcetamentos é que o centro começou a ganhar algum aspeto urbano. É então nas décadas de 1910, 1920, e 1930 que começa o verdadeiro progresso do Marco que incluiu a chegada da luz elétrica (1927), o levantamento do Monumento aos Mortos da Grande Guerra na atual Praça Movimento das Forças Armadas (hoje o monumento encontra-se no patamar inferior do Jardim Municipal), o alinhamento de casas, o alargamento de espaços medievais, a construção do varandim do Jardim Municipal, o rasgar de avenidas e praças, a fundação do Futebol Clube do Marco, do Hospital e dos Bombeiros Voluntários.Tal foi a transformação que se operou nessas décadas que a primeira ata da reunião da Comissão Administrativa de 1920 escreve "nesta vila de Marco de Canaveses" e não "nesta Aldêa do Marco" como até então se escrevia.
Em 1933, dá-se um acontecimento mediático e macabro em Marco de Canaveses. Na atual freguesia de Soalhães, Arminda de Jesus Pereira é queimada viva numa fogueira a céu aberto. Esse crime teve como principal motivadora a vizinha da vítima, Joaquina de Jesus Couto. Joaquina acreditava que Arminda se encontrava possuída pelo demónio e que a única maneira de a libertar desse demónio era queimando-a, pois ela iria ressuscitar salva no dia seguinte. Portanto, o marido de Joaquina, juntamente com um pequeno grupo de populares, acende a fogueira na qual colocam Arminda. Tudo isso preencheu os jornais de Marco de Canaveses e nos dias seguintes chega à impressa nacional. Por essa razão, a freguesia de Soalhães é, ainda hoje, conhecida como “a terra do mata e queima”.
É apenas em 1993 que Marco de Canaveses é elevado a cidade, solidificando o seu estatuto e a sua importância na região. Na mesma década, em 1996, é inaugurada a Igreja de Santa Maria do Marco de Canaveses. Projetada pelo arquiteto Álvaro Siza Vieira, a igreja representa um novo conceito na arquitetura religiosa contemporânea, tornando-se um dos principais ex-libris da cidade.
Nos dias de hoje, a cidade e concelho de Marco de Canaveses tem-se desenvolvido a passos rápidos e é uma escolha para muitos que procuram a tranquilidade perto de um grande centro urbano. Nutrido de várias infraestruturas municipais e públicas, de múltiplas áreas verdes de lazer, bons acessos e redes de transporte, comércio forte e indústria presente, várias romarias e festas ao longo do ano, vida noturna ímpar na região, Marco de Canaveses é uma cidade para o presente e para o futuro.

## Organização Administrativa

### Administração Municipal
O Município de Marco de Canaveses é administrado por uma Câmara Municipal, composta pelo Presidente e vários vereadores. Da mesma maneira, existe uma Assembleia Municipal, órgão deliberativo do Município, constituído por deputados.

### Freguesias
O município de Marco de Canaveses está dividido em 16 freguesias:
- Alpendorada, Várzea e Torrão
- Avessadas e Rosém
- Banho e Carvalhosa
- Bem Viver
- Constance
- Marco (sede)
- Paredes de Viadores e Manhuncelos
- Penha Longa e Paços de Gaiolo
- Sande e São Lourenço do Douro
- Santo Isidoro e Livração
- Soalhães
- Sobretâmega
- Tabuado
- Várzea, Aliviada e Folhada
- Vila Boa de Quires e Maureles
- Vila Boa do Bispo

Freguesias do município de Marco de Canaveses.

Até a reforma administrativa de 2013, o município dividia-se em 31 freguesias.

### Geminações
- Saint-Georges-lès-Baillargeaux, França.
- Santo António do Príncipe, São Tomé e Príncipe.

## Paisagem e Zonas Verde de Lazer
O concelho do Marco de Canaveses tem destino e vocação marcados por dois dos mais belos rios com que a Natureza poderia nos brindou: o Douro e o Tâmega. As albufeiras artificiais de Carrapatelo, no Douro, e do Torrão, no Tâmega, possuem condições extraordinárias para os desportos e passatempos náuticos, como a pesca desportiva, stand up paddle e a canoagem de turismo e competição.
Para além disso, pelo Douro passam anualmente milhares de turistas, que certamente jamais esquecerão a perfeita simbiose entre o rio e a montanha. É, aliás, esmagadora a grandiosidade proporcionada pelas serras da Aboboreira e de Montedeiras, que fazem dessa região um dos locais mais sublimes de Portugal do ponto de vista paisagístico.
Marco de Canaveses é, ainda, detentor de um grande número de áreas verdes de lazer, com parques infantis, máquinas de exercício físico e mesas para a realização de piqueniques. 
Algumas dessas Zonas Verdes de Lazer são:
- Parque de Lazer da Cidade: No centro da cidade, dispõe de mesas de piquenique, bancos, campo de futebol e basquetebol, parque infantil e vistas para o rio Tâmega.

- Jardim Municipal: No coração da cidade, é obra de José Cabral de Matos, presidente da Câmara Municipal do Marco entre 1949 e 1953, e foi inspirado na utopia romântica das cidades-jardim. Hoje, conta com parque infantil e é palco de muitos eventos que acontecem na cidade, ao longo do ano.

- Alameda do Hospital: No centro da cidade, dispõe de parque infantil, bancos e esplanadas. É nessa alameda que se situa a Biblioteca Municipal, o Museu Cármen Miranda e o Posto de Turismo.

- Parque Fluvial do Tâmega: Junto às margens do rio Tâmega, próximo do centro da cidade. Apresenta mesas para piquenique, máquinas de exercício físico, parque infantil, cais para embarcações de pequenas dimensões e possibilidade de realização de desportos náuticos, como a canoagem. É possível ver a Igreja de Santa Maria de Sobretâmega e a Igreja de São Nicolau de Canaveses (na outra margem do rio) — duas igrejas românicas.

- Parque de Merendas de Montedeiras: Parque de grandes dimensões, na serra de Montedeiras, perto do centro da cidade. Destina-se ao convívio e a piqueniques.

- Parque de Lazer de Alpendurada: É um espaço de lazer e desportivo, junto ao rio Tâmega e perto da barragem do Torrão.

- Praia Fluvial de Bitetos: Praia banhada pelo rio Douro, é muito procurada na época balnear, não só para mergulhos, mas também para a prática de desportos aquáticos, como a canoagem, ski aquático e motonáutica.

- Praia Fluvial da Pontinha: Encontrando-se perto do centro da cidade, no rio Ovelha, era muito procurada e visitada por famílias durante a época balnear. Neste momento, os banhos encontram-se interditos para estudo sobre a qualidade da água.

- Existem vários outros parques e jardins pelo concelho.

Da mesma maneira, espalhados pelo concelho há 8 percursos pedestres que permitem uma maior envolvência com a paisagem natural presente no território marcuense, tendo esses sido criados garantindo a segurança e a tranquilidade dos visitantes:
- PR1 - Pedras, Moinhos e Aromas de Santiago.
- PR2 - Dois Rios, Dois Mosteiros.
- PR3 - Caminho do Rio.
- PR4 - BAO/MCN/ATM Trilho dos Dólmens.
- PR5 - Caminhos de Canaveses.
- PR6 - Caminhos de Tongóbriga.
- PR7 - Aldeias e Margens do Rio Ovelha.
- PR8 - Trilhos de Portocarreiro - Vila Boa de Quires e Maureles

## Monumentos e Património

### Do Período Neolítico à Época Romana
A arqueologia constitui um elemento fundamental do ponto de vista do património do concelho. O século XIX e a primeira metade do séc. XX foram especialmente marcados por descobertas de vários artefactos arqueológicos por todo o concelho, que acabaram por ser distribuídos por vários museus do país, mas mantendo-se alguns no Museu Municipal Cármen Miranda. 
Foram encontrados importantes vestígios neolíticos, nomeadamente monumentos funerários. Da Idade do Ferro, chegam-nos vestígios de muralhas e habitações castrejas, como é exemplo Castro de Arados, em Alpendurada e Matos.
Da época romana, sendo atualmente um dos ex-libris do concelho, chega-nos a Estação Arqueológica de Tongóbriga, uma importante cidade romana, com apogeu nos século I e II e da qual restam as termas, o fórum, zonas habitacionais e uma necrópole. Grande parte do que era Tongóbriga ainda se encontra debaixo da atual vila do Freixo. É possível fazer visitas às ruínas, assim como ao recente museu onde se encontram expostos vários artefactos e objetos que foram descobertos nos trabalhos arqueológicos.

### Monumentos Religiosos
A edificação religiosa é outra das mais-valias deste concelho, sendo obrigatório falar-se dos circuitos do românico e do barroco, presentes em grande força no concelho. Marco de Canaveses contribui com 10 monumentos para a Rota do Românico, sendo, atualmente, um dos concelhos (a par de Amarante) com mais monumentos nessa rota. Alguns dos principais monumentos religiosos do concelho são:
- Igreja Matriz de São Martinho de Soalhães (origem remonta ao século IX).
- Convento de Alpendurada (século XI).
- Mosteiro de Santa Maria de Vila Boa do Bispo (século XII e XIII).
- Igreja de Santa Maria de Sobretâmega (fundação posterior a 1320).
- Igreja de Santo André de Vila Boa de Quires (século XIII).
- Igreja de São Nicolau de Canaveses (fundação posterior a 1330).
- Igreja do Salvador de Tabuado (meados do século XIII).
- Igreja de Santo Isidoro (século XIII).
- Capela da Senhora da Livração de Fandinhães.

- Igreja da Senhora da Livração (1721).
- Igreja Paroquial de Carvalhosa (1779).
- Capela de São Lázaro (século XVIII).
- Igreja Paroquial de Manhuncelos.
- Igreja Paroquial de Maureles.
- Igreja Paroquial de Paços de Gaiolo.
- Igreja Paroquial de Rosem.
- Convento de Avessadas.

Importante é também destacar a Igreja da Santa Maria, no centro da cidade, desenhada pelo arquiteto português Siza Vieira, que projetou Marco de Canaveses internacionalmente. Inaugurada em 1996, é uma igreja ímpar e única com as suas linhas minimalistas e modernas.

### Outros Monumentos
Marco de Canaveses é dotado de várias casas senhoriais, erguidas ao longo dos tempos, por todo o concelho. Da mesma maneira, também são muitos os pelourinhos que figuram nas ruas do concelho. Segue-se uma lista de outros monumentos no concelho:
- Casa dos Arcos (século XVII).
- Obras de Fidalgo (1740-1760)
- Ponte do Arco.
- Memorial de Alpendurada.
- Pelourinho de Canaveses (São Nicolau).
- Torre de Nevões.
- Campa Medieval de Granito (Alpendurada e Matos).
- Pelourinho da Torre.
- Pelourinho de Fornos.
- Pelourinho de Magrelos.
- Pelourinho de Soalhães.
- Pelourinho de Toutosa.
- Capela de Nossa Senhora do Pilar (Torre, Vila Boa de Quires e Maureles)

Da mesma maneira, é de referir o Museu Municipal Cármen Miranda, as várias fontes luminosas no centro da cidade e o Jardim Municipal.

## Figuras Ilustres
Algumas das figuras mais ilustres que nasceram, ou estão de alguma maneira associados a Marco de Canaveses, são: 
- Adriano Antero (advogado e escritor);
- Ângelo da Cunha Pinto (químico);
- António Pinto de Magalhães Aguiar (matemático);

- António Joaquim Vieira de Magalhães (1822-1903) Nasceu em Marco de Canaveses, e em 1870, foi ministro da fazenda de Portugal;
- Cármen Miranda (1909-1955): Nasceu em Marco de Canaveses, na atual freguesia de Várzea, Aliviada e Folhada, mas emigrou com menos de um ano de idade para o Brasil. Lá, tornou-se famosa como cantora e atriz, muitas das vezes apelidada de "A Pequena Notável", "The Brazilian Bombshell" ou ainda "Embaixatriz do Samba". Nunca voltou a Portugal, mas em Marco de Canaveses é possível visitar o Museu Municipal Cármen Miranda;

- Belmiro de Azevedo (1938-2017): Nasceu em Marco de Canaveses, na antiga freguesia de Tuías (hoje parte da freguesia do Marco), e aí viveu até aos 11 anos, quando se mudou para o Porto para seguir o ensino secundário;

- Aníbal Barreira (1945): Nascido em Marco de Canaveses, é um historiador e professor universitário português;

- Avelino Ferreira Torres (1945-2019): Apesar de ter nascido em Amarante, Avelino Ferreira Torres foi o presidente da Câmara Municipal de Marco de Canaveses durante 22 anos, pelo CDS-PP. Ferreira Torres foi também Presidente do Futebol Clube do Marco. Controverso e mediático, era uma figura regular nos meios de comunicação, tendo inclusive participado no reality-show televisivo Quinta das Celebridades, em 2004. Aos seus sucessivos e muitos mandatos é, normalmente, reconhecido o grande desenvolvimento do concelho, com a construção de várias infraestruturas públicas, como o Estádio Municipal do Marco de Canaveses;

- António José da Rocha Couto (1952): Nasceu em Vila Boa do Bispo, Marco de Canaveses, sendo atualmente o Bispo da Diocese de Lamego;
- Carlos de Azeredo (militar e político);
- David de Sousa (religioso);
- Sara Pinto (jornalista);
- João Manuel Alexandrino de Vasconcelos (antigo Presidente da Câmara Municipal do Porto);
- João Martins de Soalhães (bispo e diplomata).

## Demografia
★ Os Recenseamentos Gerais da população portuguesa, regendo-se pelas orientações internacionais da época (Congresso Internacional de Estatística de Bruxelas de 1853), tiveram lugar a partir de 1864.
★★ De acordo com os dados do INE o distrito do Porto registou em 2021 um decréscimo populacional na ordem dos 1.7% relativamente aos resultados do censo de 2011. No concelho de Marco de Canaveses esse decréscimo rondará os 7.3%
| Número de habitantes | Número de habitantes | Número de habitantes | Número de habitantes | Número de habitantes | Número de habitantes | Número de habitantes | Número de habitantes | Número de habitantes | Número de habitantes | Número de habitantes | Número de habitantes | Número de habitantes | Número de habitantes | Número de habitantes | Número de habitantes |
| -------------------- | -------------------- | -------------------- | -------------------- | -------------------- | -------------------- | -------------------- | -------------------- | -------------------- | -------------------- | -------------------- | -------------------- | -------------------- | -------------------- | -------------------- | -------------------- |
| 1864                 | 1878                 | 1890                 | 1900                 | 1911                 | 1920                 | 1930                 | 1940                 | 1950                 | 1960                 | 1970                 | 1981                 | 1991                 | 2001                 | 2011                 | 2021                 |
| 23 820               | 25 398               | 27 564               | 28 188               | 29 480               | 30 293               | 32 354               | 36 888               | 38 400               | 39 270               | 42 125               | 46 131               | 48 133               | 52 419               | 53 450               | 49 541               |

(Obs.: Número de habitantes "residentes", ou seja, que tinham a residência oficial neste concelho à data em que os censos se realizaram.)	
| Número de habitantes por Grupo Etário | Número de habitantes por Grupo Etário | Número de habitantes por Grupo Etário | Número de habitantes por Grupo Etário | Número de habitantes por Grupo Etário | Número de habitantes por Grupo Etário | Número de habitantes por Grupo Etário | Número de habitantes por Grupo Etário | Número de habitantes por Grupo Etário | Número de habitantes por Grupo Etário | Número de habitantes por Grupo Etário | Número de habitantes por Grupo Etário | Número de habitantes por Grupo Etário | Número de habitantes por Grupo Etário |
| ------------------------------------- | ------------------------------------- | ------------------------------------- | ------------------------------------- | ------------------------------------- | ------------------------------------- | ------------------------------------- | ------------------------------------- | ------------------------------------- | ------------------------------------- | ------------------------------------- | ------------------------------------- | ------------------------------------- | ------------------------------------- |
|                                       | 1900                                  | 1911                                  | 1920                                  | 1930                                  | 1940                                  | 1950                                  | 1960                                  | 1970                                  | 1981                                  | 1991                                  | 2001                                  | 2011                                  | 2021                                  |
| 0-14 Anos                             | 10 532                                | 10 906                                | 10 935                                | 12 119                                | 13 628                                | 13 395                                | 14 342                                | 16 090                                | 15 426                                | 12 138                                | 11 274                                | 9 655                                 | 6 435                                 |
| 15-24 Anos                            | 5 053                                 | 5 267                                 | 5 541                                 | 5 744                                 | 6 159                                 | 6 924                                 | 6 519                                 | 7 235                                 | 9 288                                 | 9 970                                 | 8 477                                 | 7 248                                 | 6 276                                 |
| 25-64 Anos                            | 10 989                                | 11 784                                | 12 070                                | 12 829                                | 14 195                                | 14 971                                | 15 432                                | 15 635                                | 17 294                                | 21 274                                | 26 801                                | 29 588                                | 27 816                                |
| = ou > 65 Anos                        | 1 520                                 | 1 443                                 | 1 581                                 | 1 904                                 | 2 108                                 | 2 489                                 | 2 977                                 | 3 165                                 | 4 123                                 | 4 751                                 | 5 867                                 | 6 959                                 | 9 014                                 |

(Obs: De 1900 a 1950 os dados referem-se à população "de facto", ou seja, que estava presente no concelho à data em que os censos se realizaram. Daí que se registem algumas diferenças relativamente à designada população residente)
★ Entre os censos de 2021 e o de 2011 verificam-se as seguintes alterações: -33% no grupo dos 0 aos 14 anos; -13% no grupo dos 15 aos 24 anos; -6% no grupo dos 25 aos 64 anos e +30% no grupo dos 65 e mais anos.

## Política
Ver artigo principal: Câmara Municipal do Marco de Canaveses

### Eleições autárquicas[16]
| Data | %       | V       | %     | V     | %       | V       | %            | V            | %              | V  | %              | V      | %              | V   | %              | V   | %       | V       | %  | V  | Participação |                |
| Data | PPD/PSD | PPD/PSD | PS    | PS    | CDS-PP  | CDS-PP  | FEPU/APU/CDU | FEPU/APU/CDU | AD             | AD | UDP/BE         | UDP/BE | PSN            | PSN | IND            | IND | PSD/CDS | PSD/CDS | CH | CH | Participação |                |
| ---- | ------- | ------- | ----- | ----- | ------- | ------- | ------------ | ------------ | -------------- | -- | -------------- | ------ | -------------- | --- | -------------- | --- | ------- | ------- | -- | -- | ------------ | -------------- |
| Data | 1976    | 40,03   | 3     | 30,50 | 3       | 17,46   | 1            | 7,46         | -              |    |                |        |                |     |                |     |         |         |    |    |              | 69,87 / 100,00 |
| 1979 | AD      | AD      | 28,50 | 2     | AD      | AD      | 8,82         | -            | 58,44          | 5  | 1,79           | -      | 76,48 / 100,00 |     |                |     |         |         |    |    |              |                |
| 1982 | 29,86   | 2       | 29,76 | 2     | 30,59   | 3       | 6,83         | -            |                |    |                |        | 73,10 / 100,00 |     |                |     |         |         |    |    |              |                |
| 1985 | 20,10   | 1       | 15,17 | 1     | 57,51   | 5       | 4,34         | -            | 75,37 / 100,00 |    |                |        |                |     |                |     |         |         |    |    |              |                |
| 1989 | 21,78   | 1       | 15,61 | 1     | 56,59   | 5       | 2,70         | -            | 73,51 / 100,00 |    |                |        |                |     |                |     |         |         |    |    |              |                |
| 1993 | 14,79   | 1       | 12,14 | 1     | 63,40   | 5       | 2,63         | -            | 3,00           | -  | 71,59 / 100,00 |        |                |     |                |     |         |         |    |    |              |                |
| 1997 |         |         | 35,83 | 3     | 56,04   | 4       | 3,82         | -            |                |    | 67,33 / 100,00 |        |                |     |                |     |         |         |    |    |              |                |
| 2001 | 18,02   | 1       | 23,53 | 2     | 52,03   | 4       | 3,01         | -            | 68,88 / 100,00 |    |                |        |                |     |                |     |         |         |    |    |              |                |
| 2005 | 46,43   | 4       | 17,76 | 1     | 30,19   | 2       | 3,00         | -            | 73,27 / 100,00 |    |                |        |                |     |                |     |         |         |    |    |              |                |
| 2009 | 43,11   | 4       | 12,94 | 1     | (a)     | (a)     | 1,77         | -            | 29,70          | 2  | 72,36 / 100,00 |        |                |     |                |     |         |         |    |    |              |                |
| 2009 | 43,11   | 4       | 12,94 | 1     | (a)     | (a)     | 1,77         | -            | 10,46          | -  | 72,36 / 100,00 |        |                |     |                |     |         |         |    |    |              |                |
| 2013 | 40,82   | 4       | 20,38 | 1     | (a)     | (a)     | 3,26         | -            | 22,20          | 2  | 60,32 / 100,00 |        |                |     |                |     |         |         |    |    |              |                |
| 2013 | 40,82   | 4       | 20,38 | 1     | (a)     | (a)     | 3,26         | -            | 8,64           | -  | 60,32 / 100,00 |        |                |     |                |     |         |         |    |    |              |                |
| 2017 | 30,67   | 2       | 44,21 | 4     | 18,18   | 1       | 2,84         | -            | 1,29           | -  |                |        | 64,81 / 100,00 |     |                |     |         |         |    |    |              |                |
| 2021 | CDS-PP  | CDS-PP  | 59,04 | 5     | PPD/PSD | PPD/PSD | 1,41         | -            | 1,28           | -  | 34,21          | 2      | 1,57           | -   | 66,64 / 100,00 |     |         |         |    |    |              |                |

(a) O CDS-PP apoiou a lista independente de Avelino Ferreira Torres nas eleições de 2009 e 2013.

### Eleições legislativas
| Data | %     | %     | %     | %    | %        | %     | %        | %     | %    | %    | %     | %   | %       | % | %  | %  |
| Data | PSD   | PS    | CDS   | PCP  | UDP      | AD    | APU/ CDU | FRS   | PRD  | PSN  | BE    | PAN | PSD CDS | L | IL | CH |
| ---- | ----- | ----- | ----- | ---- | -------- | ----- | -------- | ----- | ---- | ---- | ----- | --- | ------- | - | -- | -- |
| 1976 | 40,99 | 28,23 | 16,11 | 2,91 | 1,06     |       |          |       |      |      |       |     |         |   |    |    |
| 1979 | AD    | 32,14 | AD    | APU  | 1,69     | 52,36 | 6,57     |       |      |      |       |     |         |   |    |    |
| 1980 | AD    | FRS   | AD    | APU  | 1,04     | 56,44 | 5,46     | 27,78 |      |      |       |     |         |   |    |    |
| 1983 | 35,04 | 41,07 | 11,75 | APU  | UDP- PSR |       | 5,49     |       |      |      |       |     |         |   |    |    |
| 1985 | 34,31 | 23,51 | 15,41 | APU  | 1,18     | 6,49  | 13,32    |       |      |      |       |     |         |   |    |    |
| 1987 | 60,70 | 19,06 | 7,49  | CDU  | 0,55     | 4,11  | 2,00     |       |      |      |       |     |         |   |    |    |
| 1991 | 61,63 | 24,21 | 6,20  | CDU  |          | 2,20  | 0,54     | 0,97  |      |      |       |     |         |   |    |    |
| 1995 | 43,25 | 42,29 | 8,31  | CDU  | 0,28     | 2,04  |          | 0,66  |      |      |       |     |         |   |    |    |
| 1999 | 36,29 | 47,80 | 8,83  | CDU  |          | 2,85  | 0,52     | 0,86  |      |      |       |     |         |   |    |    |
| 2002 | 45,99 | 35,28 | 12,52 | CDU  | 2,25     |       | 1,04     |       |      |      |       |     |         |   |    |    |
| 2005 | 32,04 | 48,77 | 8,66  | CDU  | 2,75     | 3,55  |          |       |      |      |       |     |         |   |    |    |
| 2009 | 29,88 | 43,04 | 12,52 | CDU  | 3,53     | 6,69  |          |       |      |      |       |     |         |   |    |    |
| 2011 | 43,52 | 33,55 | 10,46 | CDU  | 3,25     | 3,01  | 0,55     |       |      |      |       |     |         |   |    |    |
| 2015 | CDS   | 30,72 | PSD   | CDU  | 4,05     | 8,54  | 0,84     | 48,44 | 0,26 |      |       |     |         |   |    |    |
| 2019 | 33,30 | 41,57 | 4,65  | CDU  | 2,41     | 6,94  | 2,16     |       | 0,42 | 0,60 | 0,44  |     |         |   |    |    |
| 2022 | 34,53 | 47,30 | 1,75  | CDU  | 1,62     | 2,86  | 0,95     | 0,53  | 2,76 | 3,81 |       |     |         |   |    |    |
| 2024 | AD    | 31,28 | AD    | CDU  | 32,91    | 1,24  | 3,26     | 1,38  | 2,12 | 4,08 | 16,02 |     |         |   |    |    |

|2025
!AD
|23,56
!AD
| style="color:white; background-color:#00549f |39,51
|1,15
|1,31
|0,82
|2,48
|4,16
|20,95
|}

## Geografia
O concelho do Marco de Canaveses é fortemente marcado por seu relevo, com áreas a altitudes principalmente compreendidas entre 200 e os 600 metros, atingindo valores mais elevados nas Serras da Aboboreira e Montedeiras. O ponto mais alto do concelho situa-se a uma altitude de 962 metros, na Serra da Aboboreira, que é partilhada pelos concelhos do Marco de Canaveses, Amarante e Baião. Na Serra de Montedeiras são atingidos valores de 640 metros. A norte encontra-se a Serra do Marão, no concelho de Amarante. A região é também percorrida por dois dos mais importantes rios portugueses, o Rio Douro e o Rio Tâmega. O Douro, vindo de regiões transmontanas, com curso de este para oeste, delimita o concelho a sul, separando-o dos concelhos de Cinfães e Castelo de Paiva. O Tâmega, com curso de norte para sul, delimita grande parte do concelho a oeste, separando-o do concelho de Penafiel. Outro rio que passa ao longo do concelho é o Ovelha, que vem diretamente do concelho de Amarante. A Cidade do Marco de Canaveses está localizada a 56 km do Porto, a 18 km de Amarante, a 19 km de Penafiel, a 23 km de Baião e a 30 km de Cinfães.

### Clima
Devido ao seu relevo, o Marco de Canaveses tem clima instável e marcadamente de extremos, com Invernos frios e rigorosos e com Verões quentes. A estação mais fria do ano é normalmente prolongada, descendo as temperaturas muitas vezes abaixo de 0 °C. Nessa época, as temperaturas diurnas raramente ultrapassam os 13 °C, e a precipitação que dá origem à verdura do concelho pode ser uma constante. O nevoeiro é também presença constante. O frio é mais evidente nas zonas a norte, bem como nas Serras da Aboboreira e Montedeiras, nas quais é comum nevar, registando-se por vezes temperaturas negativas na ordem dos -8 °C. Com ventos dominantes dos quadrantes oeste e sudoeste, são normalmente proporcionadas fortes precipitações nas áreas mais altas e que diminuem à medida que as vertentes baixam para os vales. Durante os meses mais secos de Verão, poderão ser registadas temperaturas acima dos 30 °C, podendo por vezes chegarem a valores perto de 40 °C. No entanto, agradáveis dias de Verão poderão ser interrompidos por dias constantes de nebulosidade e alguma chuva. Independentemente da estação do ano, a nebulosidade é frequente, sendo esta mais notória nos dias de Inverno. A humidade relativa é bastante elevada, situando-se entre os 75% e os 80%. Os dias intermédios são raros, sendo as diferenças de temperatura bastante bruscas.

## Ensino
- Cerca de 60 jardins de infância, alguns deles extintos para serem agrupados aos centros escolares;
- Cerca de 50 escolas primárias, algumas delas modernizadas para centros escolares;
- Quatro escolas de 2ª e 3ª Ciclo;
- Duas escolas secundárias;
- Escola Profissional de Arqueologia;
- Escola Profissional da Pedra;
- Escola Profissional de Agricultura;
- Cesae;
- Multiformativa;
- Artâmega - Academia das Artes do Marco de Canaveses.

## Economia
No concelho do Marco de Canaveses predomina atualmente o sector dos serviços. Contudo a indústria e agricultura desempenham também importante papel no desenvolvimento económico concelhio. A indústria têxtil e a exploração da pedra são dois exemplos. A agricultura, embora marcadamente para consumo próprio, marca também a paisagem concelhia.

## Transportes

### Autoestradas
- A 4 - Porto - Amarante -» Saída Marco de Canaveses
- A 11 - "Apulia-Castelões-A4 (Porto/Amarante)" -» Saída Marco de Canaveses

### Ferrovia
- CP - Linha Urbana Porto-Marco e transporte regional/inter-regional para o Alto Douro.[5]

### Transporte Rodoviário Interurbano
A Transdev Douro opera transportes inter-urbano e regional, tendo como destino outras localidades na CIM Tâmega e Sousa ou AM do Porto.

### UrbMarco
O UrbMarco, estilizado como urbmarco, funciona como serviço diário urbano na cidade do Marco de Canaveses. É operado pela Transdev Douro desde 2014 e tem três rotas, todas elas em modelo de circulação e com frequência horária. Todas as linhas param na Câmara Municipal, a paragem principal do serviço urbano.
1 Tâmega ↺ Circulação
Paragens Importantes:
- Câmara Municipal

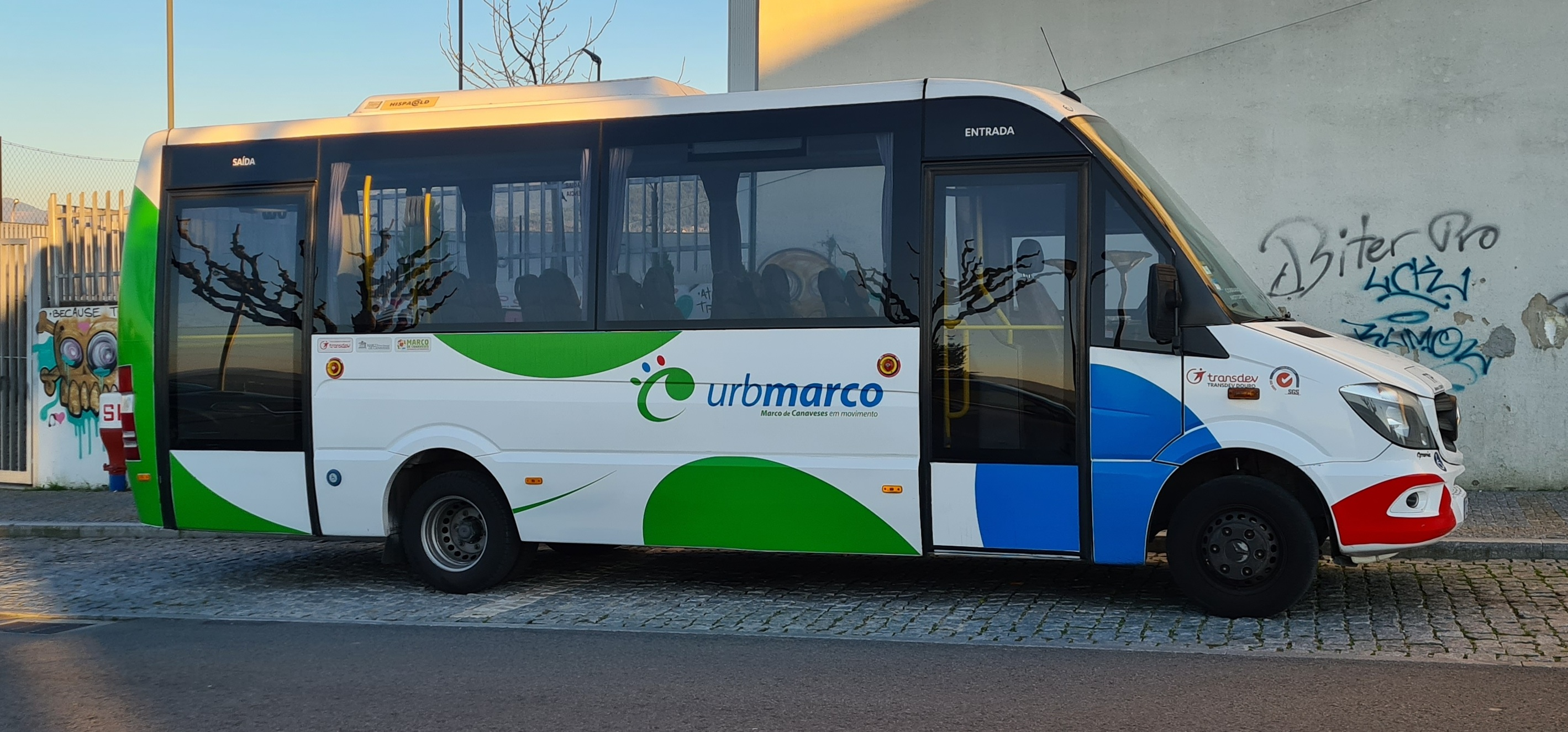
Autocarro do UrbMarco.

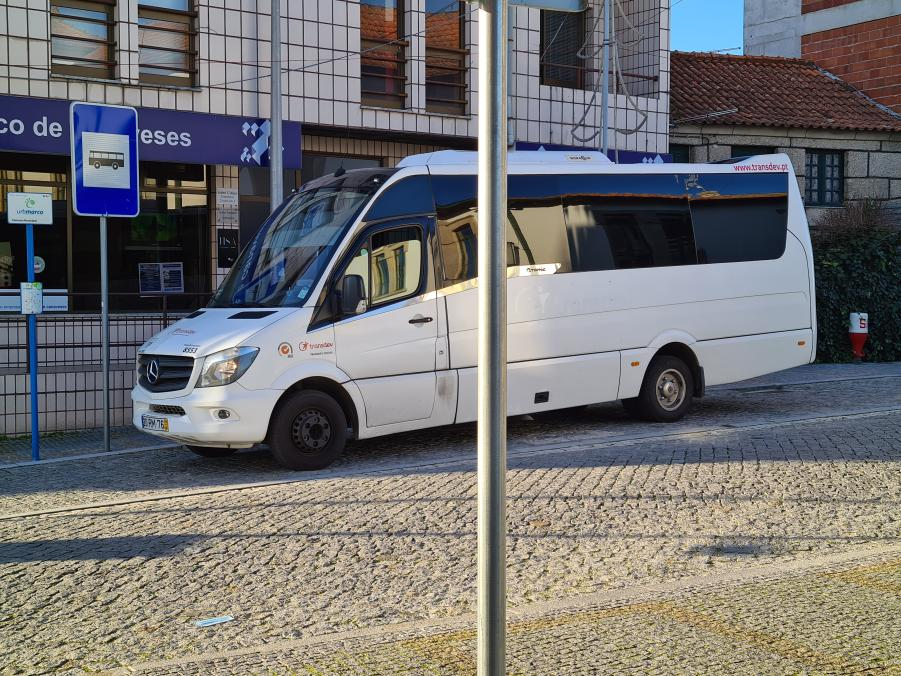
Autocarro sem pintura UrbMarco a partir a Câmara Municipal, para realizar a Linha 3.

- Tribunal/Praça da Cidade (conexão com autocarros de longo curso)
- Centro de Saúde (Park&Ride)
- EB2/3
- Escola Secundária
- Hospital

2 Zona Industrial ↺ Circulação
Paragens Importantes:
- Câmara Municipal
- Jardim de Infância de Vila Nova
- Zona Industrial
- GNR
- Av. 25 de Abril
- Jardim Municipal (conexão com autocarros de longo curso)
- Hospital

3 Rio de Galinhas ↺ Circulação
Paragens Importantes:
- Câmara Municipal
- Tribunal/Praça da Cidade (conexão com autocarros de longo curso)
- Estação Ferroviária
- Av. 25 de Abril
- Jardim Municipal (conexão com autocarros de longo curso)
- Hospital

## Artesanato e Gastronomia
O artesanato e a gastronomia são outros tesouros desta terra, que integra a Rota dos Vinhos Verdes e onde o Anho Assado com Arroz do Forno (prato original deste concelho), as cavacas e fatias do Freixo, e os biscoitos de Soalhães constituem tentações irresistíveis.

## Festividades
As festas da Cidade do Marco, em honra a Sta. Maria, realizam-se no mês de julho. Ao longo do concelho há lugar a outras festas e romarias que atraem cada vez mais pessoas ao Marco de Canaveses, como o São João, a 24 de junho, em Alpendorada.
A 8 de setembro celebra-se a Senhora da Natividade do Castelinho, padroeira do concelho. 

## Galeria de imagens

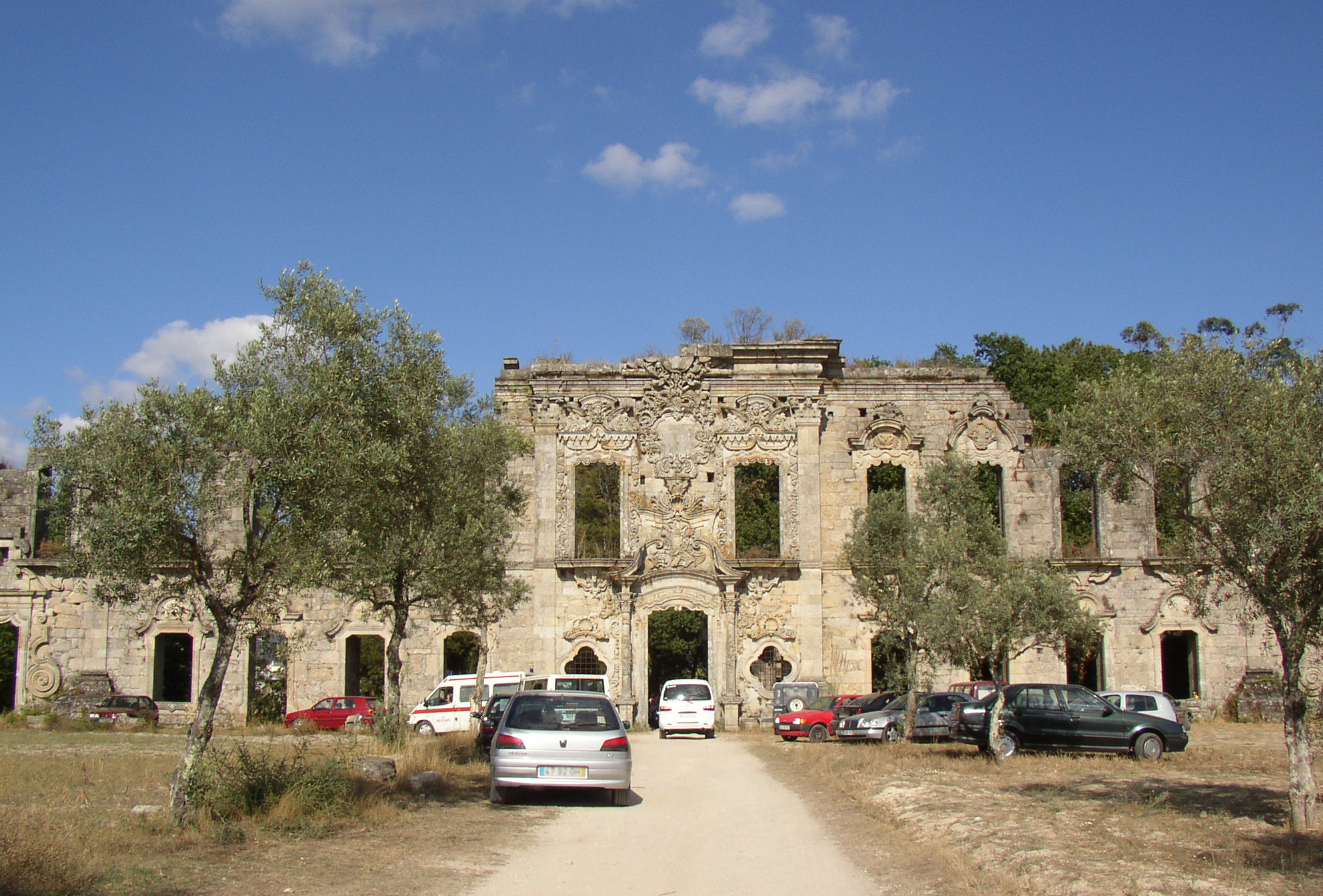
Obras do Fidalgo (nunca foram terminadas)
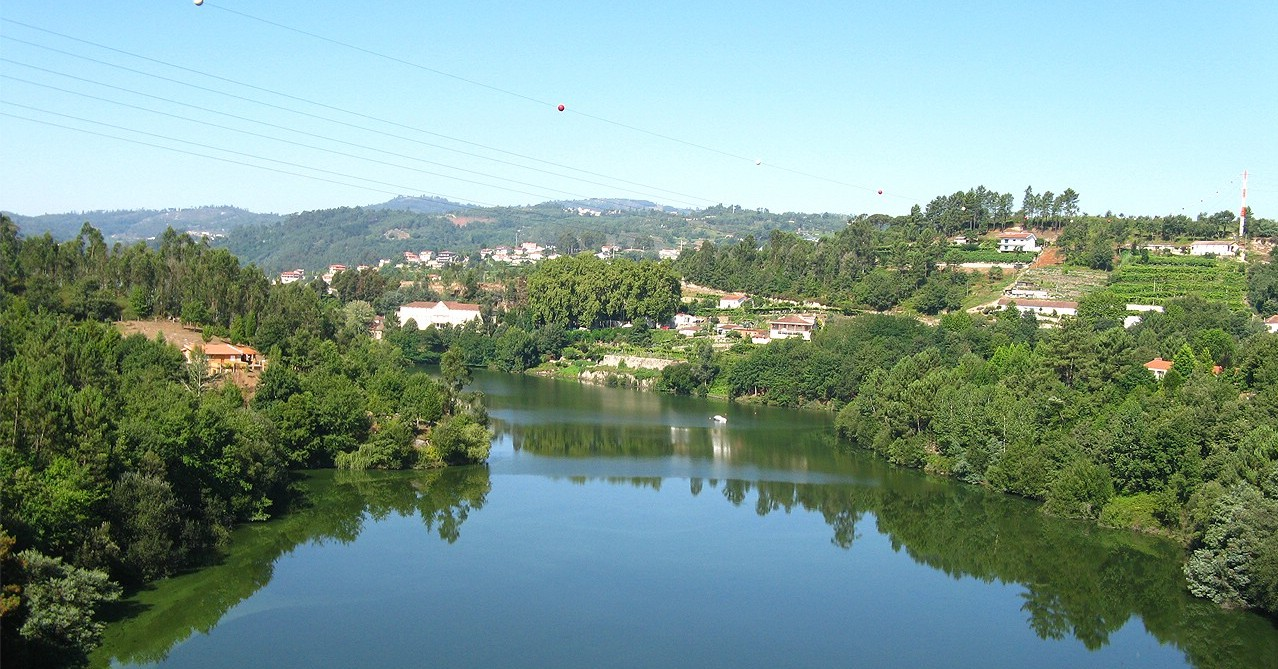
Rio Tâmega em Marco de Canaveses
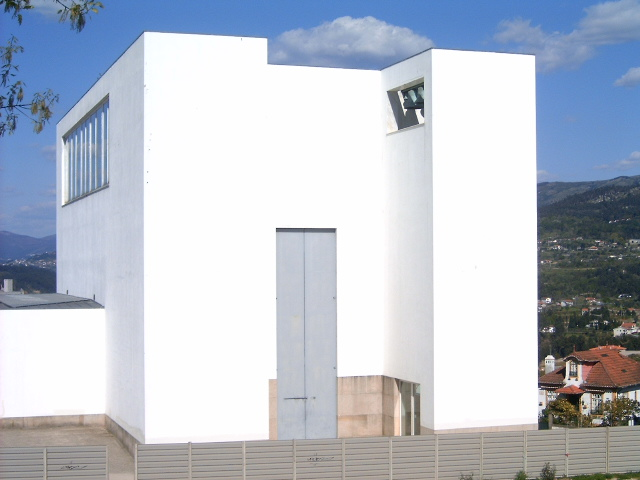
Igreja Matriz do Marco, do arquitecto Siza Vieira.
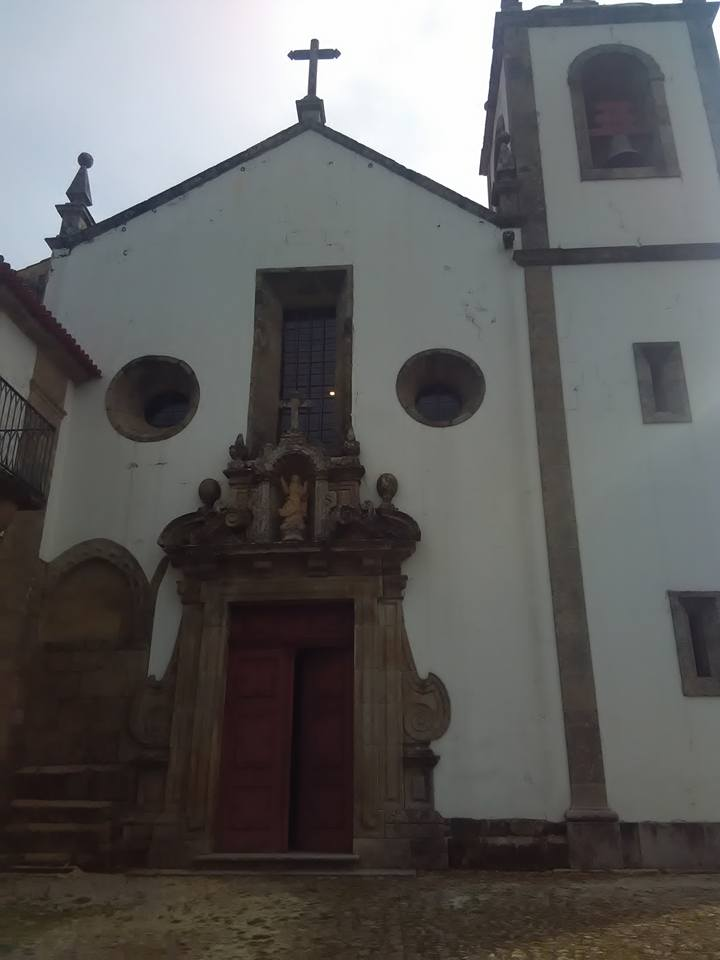
Igreja de Santa Maria de Vila Boa do Bispo, integrada no Mosteiro de Vila Boa do Bispo datado de 990